# Christian Février
Pour les articles homonymes, voir Février (homonymie).
Christian Février est un journaliste-navigateur-photographe et historien du yachting français né le 1er mars 1938 à Dinan (Bretagne). Passionné par l’essor des multicoques, il a collaboré à la revue Voiles et Voiliers dès sa création en avril 1971.

## Biographie

### Enfance
Christian Février est né à Dinan le 1er mars 1938. Ses parents s’installent au Maroc en 1950 et c’est à Rabat, en 1957, qu’il obtient son baccalauréat de philosophie. Sa passion de la voile est née de sa rencontre, à l'école, avec Joël et Yves Le Marrec, qui construisent en 1954 leur premier catamaran de sport. Le trio présente le Véloce en 1958 au Salon Nautique de Paris, bateau qui est ensuite construit à 170 exemplaires.

### Formation
Fin 1957, Christian Février quitte le Maroc pour entrer à l’Académie Charpentier de Paris. Il prépare l’examen d’entrée aux écoles artistiques. Intéressé par le graphisme, il intègre l’École Supérieure des Arts Modernes. C’est également en 1957 qu’il rencontre Pierre Marchand, apprenti typographe, qui devient plus tard, avec Jean-Olivier Héron, le fondateur de Gallimard Jeunesse et de Voiles et Voiliers en avril 1971. La passion de Pierre Marchand pour la typographie et la mise en page a influencé Christian Février. 

### Photographie
En 1956, Le Yacht (plus ancien magazine de voile français) publie pour la première fois une photographie de Christian Février. Il a 18 ans. En 1962, Christian Février intègre l’agence de publicité Edip à Paris comme graphiste. Deux ans plus tard, il se met à son compte et découvre la course au large avec André Viant. En 1967, sur Esprit de Rueil, ils remportent en équipage toutes les courses du RORC (Royal Ocean Racing Club), dont le Fastnet. C’est à cette période que Christian Février achète un Zorki d’occasion (copie russe du Leica) et commence à photographier en course. Parmi ses sources d’inspiration, Keith Beken, le grand photographe de Cowes, tient évidemment une place particulière. Mais sa référence première reste le français Erwan Quéméré. Toute sa carrière s’est déroulée en utilisant l’argentique. Pour cadrer le plus serré possible ses images, Christian Février utilise des télé-objectifs puissants comme le 300 /2.8, le 500 / 4 et le 600 /4.
En 1978, il rejoint Daniel Allisy, qui vient de fonder son agence photographique de mer Sea & See. Au début des années 2000, il participe, en tant que conseiller et photographe auprès de Karren May, à la création de l’agence photographique internationale Bluegreen Pictures, spécialisée mer et nature. En 2005, l’agence emploie une trentaine de photographes internationaux.

### Journalisme
En 1968, André Costa nomme Christian Février directeur artistique du magazine Les Cahiers du Yachting. L’année suivante, celui-ci fonde son agence de communication. Dans les dix années qui suivent, il assure la communication de la plupart des chantiers, voiliers et accastilleurs français.
Deux évènements importants décident de la suite de sa carrière. En avril 1971, Pierre Marchand crée Voiles & Voiliers. Christian Février intègre l’équipe et illustre les trois premières couvertures. Fin 1973, le publicitaire Michel Etevenon lui offre un bureau dans son agence.
En 1979, Christian Février décide d’abandonner la communication publicitaire pour prendre sa carte de journaliste. Avec la naissance de la Route du Rhum, les multicoques — qui le passionnent — occupent le devant de la scène. Il enchaîne alors les reportages photographiques, les essais, les courses et les convoyages. Aux États-Unis, il rencontre, en 1979, Michaël Birch, Phil Stegall, Philip Saltonstall Weld (en), Richard Cooper Newick (en) et Walter Greene (en). En Angleterre, il rencontre le jeune architecte Nigel Irens et le navigateur Tony Bullimore En France, au fil des lancements, des essais, il étend ses connaissances des multicoques à bord des engins de Jean-Yves Terlain, Halvard Mabire... Surnommé « le pape des multicoques » par Éric Loizeau, qui lui a donné ce surnom, en 1979, lors d'un reportage dans le Maine,, Christian Février publie ses récits dans Voiles & Voiliers et dans une vingtaine de revues étrangères.

### Navigation
En 1967, sur Esprit de Rueil skippé par André Viant, Christian Février fait partie de l’équipage qui remporte toutes les courses du RORC. En 1979, après avoir couru la Tradewinds Race aux Antilles à bord du trimaran Rogue Wave de Phil Weld, Christian Février embarque avec Michaël Birch sur le trimaran américain Spirit of America. À New York, avec Patrick Eliès et Daniel Perrin, ils s’engagent dans une tentative de record de l’Atlantique. La première nuit, dans un grain de neige violent, le trimaran se met sur la tranche, mais retombe du bon côté. Deux grosses tempêtes mettent ensuite fin à la tentative.
Christian Février dispute la Transat en Double (Twostar) de 1981 avec Jean-Yves Terlain sur son trimaran de 15 mètres, Gautier II. L’éclatement de la grand voile épaisse expérimentale, puis la perte du safran mettent fin à leurs espoirs. En 1985 et 1987, Christian Février participe aux deux premières Courses de l’Europe — créées par Gérard Petipas — en changeant de multicoque à chaque étape.

### Coupe de l’America
Christian Février est très impliqué dans la couverture de la Coupe de l'America depuis 1987. En 1987, 88, 92, 95, 2000 et 2003, il assure la couverture (texte et photos) de l’évènement. En 1995, pour les régates de la Coupe, Peter Blake le nomme photographe officiel de Team New Zealand, le challenger qui emportera la Coupe 5-0. Au cours de cette période, Christian Février entre en contact étroit avec Sir Peter Blake.
Il suit aussi la petite coupe de l’America, courues sur des catamarans de type Classe C, lors de ces différentes épreuves courues en Australie, USA, Angleterre.

### Routage
Passionné de météo, Christian Février rencontre, à San Diego en 1995, le routeur américain Bob Rice, qui travaille alors pour Peter Blake. Deux ans plus tard, Christian Février le met en contact avec Laurent Bourgnon pour la course Le Havre-Carthagène. Le sponsor Primagaz demande alors à Christian Février de coordonner le routage de Laurent Bourgnon — qui a deux autres routeurs —— et de son frère Yvan. Laurent Bourgnon arrive avec 27 heures d’avance. L’exercice est répété en 1998 pour la Route du Rhum.

### Vie privée
Christian Février a épousé le 24 octobre 1964 Liliane Ruffin. Ils ont divorcé en 1980. Un fils est né de leur union : Arnaud Février, né en 1969 et photographe dans la communication des grandes entreprises. En 1980, Christian Février est devenu le compagnon d’Annie Fyot, une photographe qui a su créer son propre univers photographique.

## Œuvres

### Expositions
- 1980 : Marines Centre Canon à Beaubourg. Paris
- 1981 : 
  - Multicoques Forum des Halles. Paris
  - Marines. Compagnie Française des Pétroles
- 1994 :
  - Multipassions. Conservatoire International de la Plaisance de Bordeaux
  - Seconde exposition du Musée
  - Endeavour. Musée des Salorges à Noirmoutier. Exposition commune avec Keith Beken, Erwan Quéméré, Gilles Martin-Raget, Daniel Allisy
  - Lumières de Nioulargue. Thalassothérapie de Carnac.
- 1995 :
  - Musée du Léman. Nyon. Suisse.
  - Salon Nautique de Paris. Exposition collective
- 1996 :
  - Festival de la Mer & du Vent. Montpellier. Exposition collective
  - Mer Ouverte à Christian Février  Port-Musée Douarnenez
- 1997 : America's Cup 95. Château de Pont-Labbé. France
- 1998 :
  - 20 ans de Routes du Rhum. Galerie Intra-Immobilier. Saint-Malo
  - Rétrospective Route du Rhum. Hôtel Créole Beach. Gosier Guadeloupe
- 2011 : Repousser les limites. Juillet-Septembre 2011. Exposition sur les quais de la Rabine à Vannes pour les 30 ans du chantier Multiplast[27]

### Portfolios étrangers
- 1988 :
  - Yachting World. Angleterre par Tim Jeffery
  - Boat International Oct. Monsieur Février's Nautical Obsession, par Jason Holtom
- 1989 : Segeln. Allemagne. Août. Der Reporter der das Meer liebt
- 1990 : Bitacora. Espagne
- 1995 :
  - Classic Boat. Angleterre. The Fevrier Family, Maritime photographers
  - Décembre 1995. Par Craig Davis
- 1998 : Le Yacht. Hamburg. Allemagne
- 2002 : Le Chasse-Marée. France
- 2003 : Classic Yacht. Angleterre

### Direction artistique et mise en page de livres
- 1970 : Couleurs de la Mer d'Erwan Quéméré, Éditions d'Outremer  (EAN 2000153286373)
- 1975 : La Course de Keith Beken. Arthaud Éditions  (ISBN 285713004X)
- 1982 : La Route du Rhum 82. Gallimard  (ISBN 2070601099)

### Filmographie
- 2014 : Christian Février. L’œil Marin de Nicolas Raynaud[28],[29]
- 2014 : Jeux Atlantique, 50 ans de courses en solitaire de Nicolas Raynaud : Intervenant avec Luc Levaillant, Loïck Peyron et Gérard Petipas

### Livres
- 1982 : La Route du Rhum, Avec Thierry Rannou, Gallimard  (ISBN 2070601099)
- 1992 : Coupe de l'America 1992, Avec Gilles Klein. Edi Loire Editions  (ISBN 2840840049)

### Préface
- 1981  Cent ans de voile. Frank & Keith Beken. Gallimard  (ISBN 2070600823)

### Collaborations photographiques livres
- 1979 : L'Histoire des Multicoques, Étienne Gaucher, Fernand Nathan Editions  (ISBN 2092845705)
- 1987 : Coureur d'Océan Philippe Poupon, G.Pernet & P.Chapuis, Olivier Orban Editions  (ISBN 2092845705)
- 1990 : L'Aventure Moderne de la Mer, Thierry Rannou. Editions Messidor  (ISBN 2209064295)
- 1991 : Océane, Florence, Arthaud, Éditions Arthaud-Flammarion  (ISBN 2700309596)
- 1992 :
  - Die Welt Des Segelns, Jorn Bock Delius Klasing,Hambourg - Gottmer Uitgevers Groep BV Editions  (ISBN 3768807258)
  - Brest 92, Collectif (auteur), Douarnenez - Chasse-Maree Glenat Éditions  (ISBN 9782903708399)
- 1993 : Faszination Segeln, Svante Domizlaff, Hambourg Delius Klasing Editions  (ISBN 376880805X)
- 1994 : Uberraschungs-Coup (La victoire de l'Allemagne dans l'Admiral's Cup 1993), Tatjana Pokorny & Andreas Heilemann, Hambourg Deutscher Segler-Verband DSV Editions  (ISBN 3884121782)
- 1996 : Peter Blake, Sailor, Adventurer, Peter Blake, Unlimited Event Organizer  (ISBN 2951055307)
- 1997 : L'Histoire du Yachting, Daniel Charles, Arthaud-Flammarion Éditions  (ISBN 978-2-7003-1133-4)
- 2008 : Histoire de la Louis Vuitton Cup - Livre des 25 ans, Éditions de la Martinière  (ISBN 273243759X)
- 2011 : Repousser les Limites. Histoire du chantier Multiplast, Daniel Charles, Cheminant Éditions  (ISBN 978-2-9539671-0-4)
- 2013 : Histoire de la Louis Vuitton Cup, Bruno Troublé, Éditions de la Martinière  (ISBN 9782732458588)

## Distinctions
- 1960 : Premier prix de création pour l'affiche de la première représentation du Rhinocéros d'Eugène Ionesco. Théatre de l'Odéon Paris
- 1987 : Premier Prix Photographique National. Trophée de la Presse : Meilleure photo de la presse francaise pour la Coupe America 1987
- 1995 : Photographe officiel du Challenger Team New Zealand pour la finale de l'America's Cup à San Diego
- 2021 : Christian Février et sa compagne photographe Annie Fyot ont été nommés Chevaliers du Mérite Maritime[30] le 27 janvier 2021

## Clubs
- Membre honoraire du WSSRC (World Sailing Speed Record Council) de Londres[31]
- Commodore du Royal Minquiers Yacht Squadron. Fort du Petit Bé. St.Malo
- Membre du Royal Ocean Racing Club 1978-1995
- Membre de l’UNC, puis UNCL (De 1968 à 1986)
- Membre d'honneur de l’Association Golden Oldies Multihulls
- Membre de la Yachting Journalist’s Association
- Membre du SINS, Association Internationale de Journalistes de Voile